# Verree Teasdale
Verree Teasdale (* 15. März 1903 in Spokane, Washington; † 17. Februar 1987 in Culver City, Kalifornien) war eine US-amerikanische Schauspielerin.

## Leben und Karriere
Verree Teasdale, eine Cousine der Schriftstellerin Edith Wharton, besuchte die Erasmus Hall High School in Brooklyn. Nach Absolvierung einer Schauspielschule gab sie im Jahre 1924 ihr Debüt am Broadway und trat dort bis 1932 regelmäßig auf. Sie spielte unter anderem im Stück The Constant Wife an der Seite von Ethel Barrymore.
Im Hollywood der 1930er-Jahre war Teasdale regelmäßig in Hollywood-Filmen zu sehen, häufig in der zweitgrößten weiblichen Rolle. Dabei verkörperte die Blondine oft elegante und selbstbewusste Frauen, beispielsweise Damen aus bester Gesellschaft oder erfolgreiche Bühnenkünstlerinnen, oftmals die Rivalin der Hauptdarstellerin in Liebesdingen. Sie war an der Seite von Kay Francis als ehrgeizige, intrigante Geliebte eines Senators in First Lady zu sehen und spielte eine betrogene Ehefrau in ihrem letzten Film Komm, bleib bei mir. Außerdem verkörperte Teasdale die Rolle der Amazonenkönigin Hippolyte in Max Reinhardts Shakespeare-Verfilmung Ein Sommernachtstraum.
Teasdales erste Ehe mit William J. O’Neal wurde 1933 nach sechs Jahren geschieden. 1935 heiratete sie den Schauspieler Adolphe Menjou, mit dem sie bis zu dessen Tod 1963 verheiratet blieb und ein Kind hatte. Sie traten auch in zwei Filmen gemeinsam auf. Nach der Heirat mit Menjou reduzierte sie ihr Drehpensum merklich, nach 29 Filmen zog sie sich 1941 ganz aus dem Filmgeschäft zurück. In den späten 1940er- und den 1950er-Jahren führten sie und Menjou durch eine gemeinsame Radioshow. Nach dessen Tod widmete sie sich der Kostümbildnerei. Veree Teasdale starb einen Monat vor ihrem 84. Geburtstag und wurde neben ihrem zweiten Mann auf dem Hollywood Forever Cemetery in Hollywood begraben.

## Filmografie
- 1929: Syncopation
- 1929: Her New Chauffeur (Kurzfilm)
- 1929: Hunt the Tiger (Kurzfilm)
- 1929: The Ninety-Ninth Amendment (Kurzfilm)
- 1930: The Sap from Syracuse
- 1930: Mr. Intruder (Kurzfilm)
- 1932: Skyscraper Souls
- 1932: Zahlungsaufschub (Payment Deferred)
- 1933: They Just Had to Get Married
- 1933: Hotel auf dem Ozean (Luxury Liner)
- 1933: Terror Aboard
- 1933: Love, Honor and Oh, Baby!
- 1933: Good-bye Love
- 1933: Roman Scandals
- 1934: Liebe ohne Zwirn und Faden (Fashions of 1934)
- 1934: A Modern Hero
- 1934: Madame Dubarry (Madame Du Barry)
- 1934: Dr. Monica
- 1934: Desirable
- 1934: The Firebird
- 1935: Ein Sommernachtstraum (A Midsummer Night's Dream)
- 1936: Ausgerechnet Weltmeister (The Milky Way)
- 1937: First Lady
- 1938: Topper geht auf Reisen (Topper Takes a Trip)
- 1939: 5th Ave Girl
- 1940: I Take This Woman
- 1940: Die Dame ist der Gatte (Turnabout)
- 1940: Love Thy Neighbour
- 1941: Komm, bleib bei mir (Come, Live with Me)